# William Derek Clayton
William Derek Clayton   (Croydon, 24 de juliol de 1926 - 8 de setembre de 2023) fou un botànic i destacat agrostòleg anglès. Va desenvolupar la seva carrera científica com a taxonomista del Reial Jardí Botànic de Kew.

## Honors
Epònims
Gènere
- (Poaceae) Arundoclaytonia Davidse & R.P.Ellis 1987[1]

Espècies
- (Orchidaceae) Stichorkis claytoniana Marg.[2]